# Anoplosyllinae
Anoplosyllinae – podrodzina wieloszczetów z rzędu Phyllodocida i rodziny Syllidae. Obejmuje 45 opisanych gatunków, zgrupowanych w pięciu rodzajach.

## Morfologia
Wieloszczety o ciele walcowatym, smukłym, drobnym do niewielkiego. Prostomium zaopatrzone jest w parę zrośniętych nasadami, niezmodyfikowanych, pozbawionych blizny środkowej głaszczków, parę dłuższych od nich, gładkich czułków bocznych oraz również dłuższy od głaszczków i gładki czułek środkowy. Narządami wzroku są cztery zaopatrzone w soczewki oczy, a niekiedy ponadto para plamek ocznych na przedzie prostomium. Narządy nuchalne wykształcone są w postaci dwóch gęsto orzęsionych rowków umieszczonych grzbietowo-bocznie między prostomium a perystomem. Perystom zaopatrzony jest w dwie pary gładkich cirrusów okołogębowych (wąsów przyustnych). Mogąca się wywracać na zewnątrz gardziel (ryjek) jest prosta, stosunkowo krótka, pozbawiona uzbrojenia. Grzbietowe szczecinki proste przednich segmentów ciała (chetigerów) są często większe i innego kształtu niż na segmentach tylnej części ciała. Parapodia są jednogałęziste, każde zaopatrzone w cirrus grzbietowy (dorsalny) i brzuszny (wentralny). Przednie cirrusy grzbietowe są gładkie, dalsze zaś mogą mieć zagięcia (stawy) zaznaczone silnymi przewężeniami. Cirrusy brzuszne umieszczone są na parapodiach pośrodkowo, co jest apomorfią podrodziny. Pygidium zaopatrzone jest w wąsy odbytowe (cirrusy analne) pozbawione cirroforu.

## Ekologia i występowanie
Zwierzęta morskie, wolno żyjące, preferujące wody płytsze. Występuje u nich rozwój z epitokią w formie epigamii. Osobniki niedojrzałe żyją na dnie wód, wchodząc w skład zoobentosu. Przy osiąganiu dojrzałości płciowej powiększają się ich oczy i przydatki głowowe oraz rozwijają się pławne szczeciny grzbietowe (notochety), umożliwiające przejście w pływającą fazę pelagiczną. Szczegóły rozrodu znane są u nielicznych gatunków. U jednego stwierdzono inkubację jaj na brzusznej stronie ciała.
Takson ten ma zasięg kosmopolityczny. Należący do tej podrodziny Streptosyllis websteri jest jedynym reprezentantem rodziny Syllidae w wodach polskiego Bałtyku.

## Taksonomia
Podrodzina ta wprowadzona została w 2009 roku przez Teresę Aguado i Guillerma San Martína na podstawie wyników molekularno-morfologicznej analizy filogenetycznej. Zalicza się do niej 5 rodzajów.
- Anoplosyllis Claparède, 1868
- Astreptosyllis Kudenov & Dorsey, 1982
- Streptospinigera Kudenov, 1983
- Streptosyllis Webster & Benedict, 1884
- Syllides Örsted, 1845

Podrodzina ta stanowi grupę o monofiletyzmie dobrze wspartym danymi molekularnymi i morfologicznymi, a jako jej apomorfie wymienia się nieuzbrojoną gardziel, pośrodkowo osadzone cirrusy brzuszne i ziarenkowanie na wierzchu perystomu, choć to ostatnie wtórnie utraciły rodzaje Anoplosyllis i Streptospinigera. Nawiązujący do tej podrodziny klad rozpoznany został nie tylko w analizie z 2009 roku, ale także wcześniejszych analizach Aguado i innych z 2007 roku oraz Franka Lichera z 1999 roku. Podrodzina ta stanowi grupę siostrzaną dla niemal wszystkich pozostałych Syllidae. Tylko cztery rodzaje pojawiają się na drzewach rodowych rodziny w pozycji bardziej bazalnej od niej.